# Leipziger SV 1899
Leipziger SV 1899 was een Duitse voetbalclub uit de stad Leipzig, in de deelstaat Saksen.

## Geschiedenis
De club werd in 1899 opgericht als FC Britannia 1899 Leipzig. De club was aangesloten bij de Midden-Duitse voetbalbond. In 1907 promoveerde de club naar de hoogste klasse van Noordwest-Saksen. Na een middelmatig eerste seizoen werd de club in 1908/09 tweede in groep B achter FC Wacker Leipzig met wel een duidelijk achterstand. Na het volgende seizoen werden de twee groepen herleid naar één groep en degradeerde de club.
Na het uitbreken van de Eerste Wereldoorlog veranderden alle clubs in het Duitse Rijk die de naam Britannia droegen hun naam omdat het Groot-Brittannië de tegenstander was in de oorlog. Na de oorlog nam de club in 1919 opnieuw de naam Britannia aan, dit in tegenstelling tot clubs als Britannia Berlin, Britannia Cottbus en Britannia Halle die niet meer terugkeerden naar hun oorspronkelijke naam. De club ging een terrein delen met FC Hertha 05 Leipzig (voorheen FC Hohenzollern Leipzig). De samenwerking verliep zo goed dat de clubs besloten te fuseren in 1920 waardoor de naam veranderd werd in Leipziger SV 1899. 
In 1920/21 speelde de club opnieuw in de hoogste klasse. Na een middelmatige plaats in het eerste seizoen werd de club het seizoen erna vierde. De club ging echter niet verder op zijn elan en degradeerde dan. Het duurde tot 1932/33 vooraleer de club opnieuw kon promoveren. SV 1899 werd vierde wat normaal zou volstaan voor het behoud, maar na dit seizoen kwam de NSDAP aan de macht en werden alle competities ontbonden. De Gauliga werd ingevoerd en de vijf grootste competities van Saksen werden samengevoegd in de Gauliga Sachsen, waarvoor zich enkel de top twee plaatste.
Hierna slaagde de club er niet meer in te promoveren. In november 1938 fuseerde de club met TuRa 1932 Leipzig en werd zo TuRa 1899 Leipzig. TuRa was in 1932 opgericht en speelde sinds 1936 in de Gauliga.